# 명당선
명당선(明堂線)은 평양직할시에 있는 청룡역과 황해북도 상원군에 있는 상원역을 연결하는, 조선민주주의인민공화국의 철도노선이다.

## 노선 정보
- 구간과 거리 : 청룡역~상원역
- 역 수 : 5개(양단역 포함)
- 궤도 간격 : 1435mm(표준궤)
- 전철화 구간 : 전 구간(직류 3000V)
- 복선 구간 : 없음

## 역 목록
| 역이름     | 영업거리 (km) | 접속노선 | 소재지          |
| ---------- | ------------- | -------- | --------------- |
| 청룡(靑龍) | 0.0           | 평덕선   | 평양직할시      |
| 리현(梨峴) |               |          | 평양직할시      |
| 대원(大園) |               |          | 평양직할시      |
| 명당(明堂) |               |          | 황해북도 상원군 |
| 상원(祥原) |               |          | 황해북도 상원군 |